# Сервиз

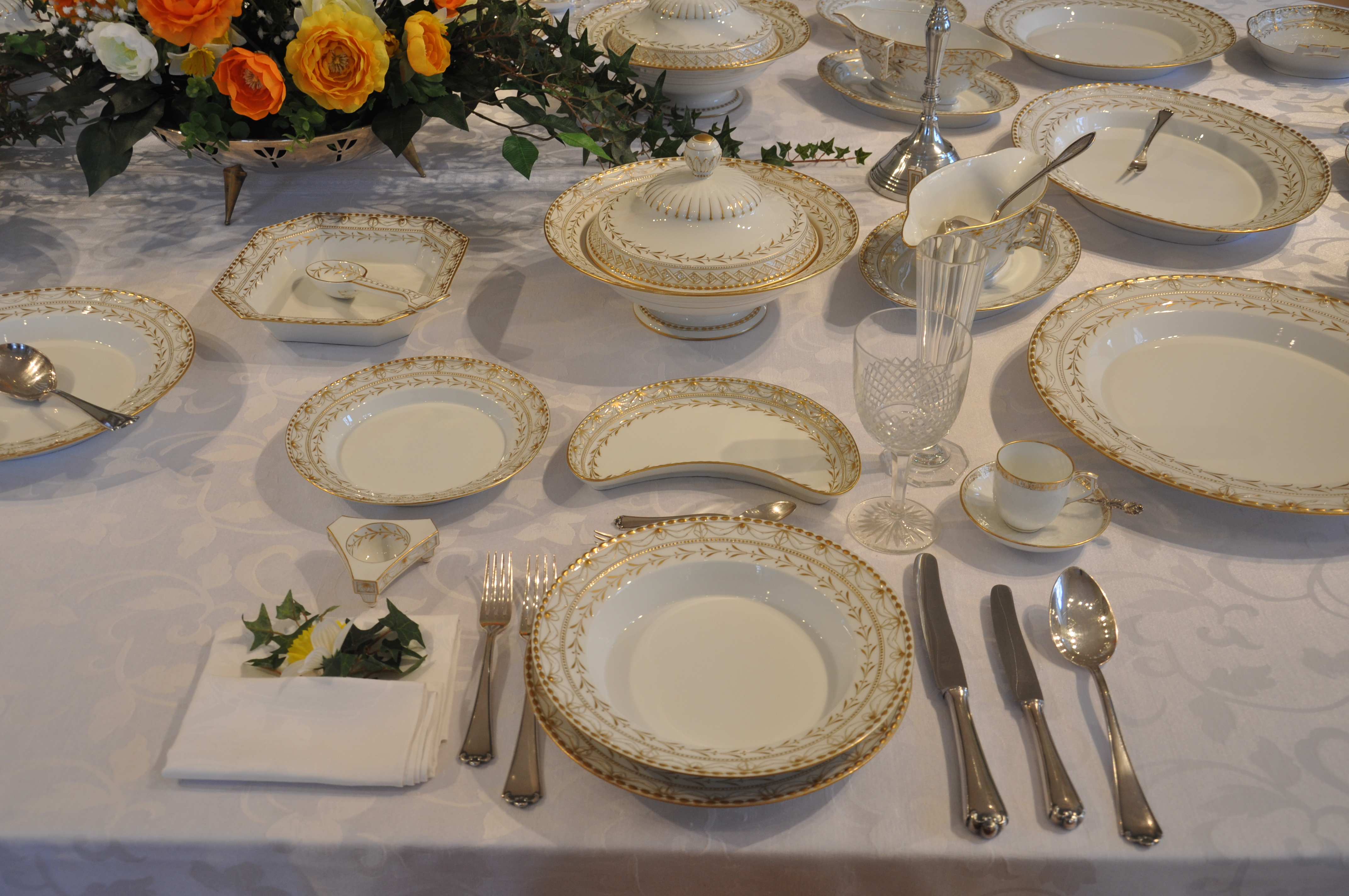
Накрытый стол со столовым сервизом из фарфора, крепость Зенфтенберг, Бранденбург

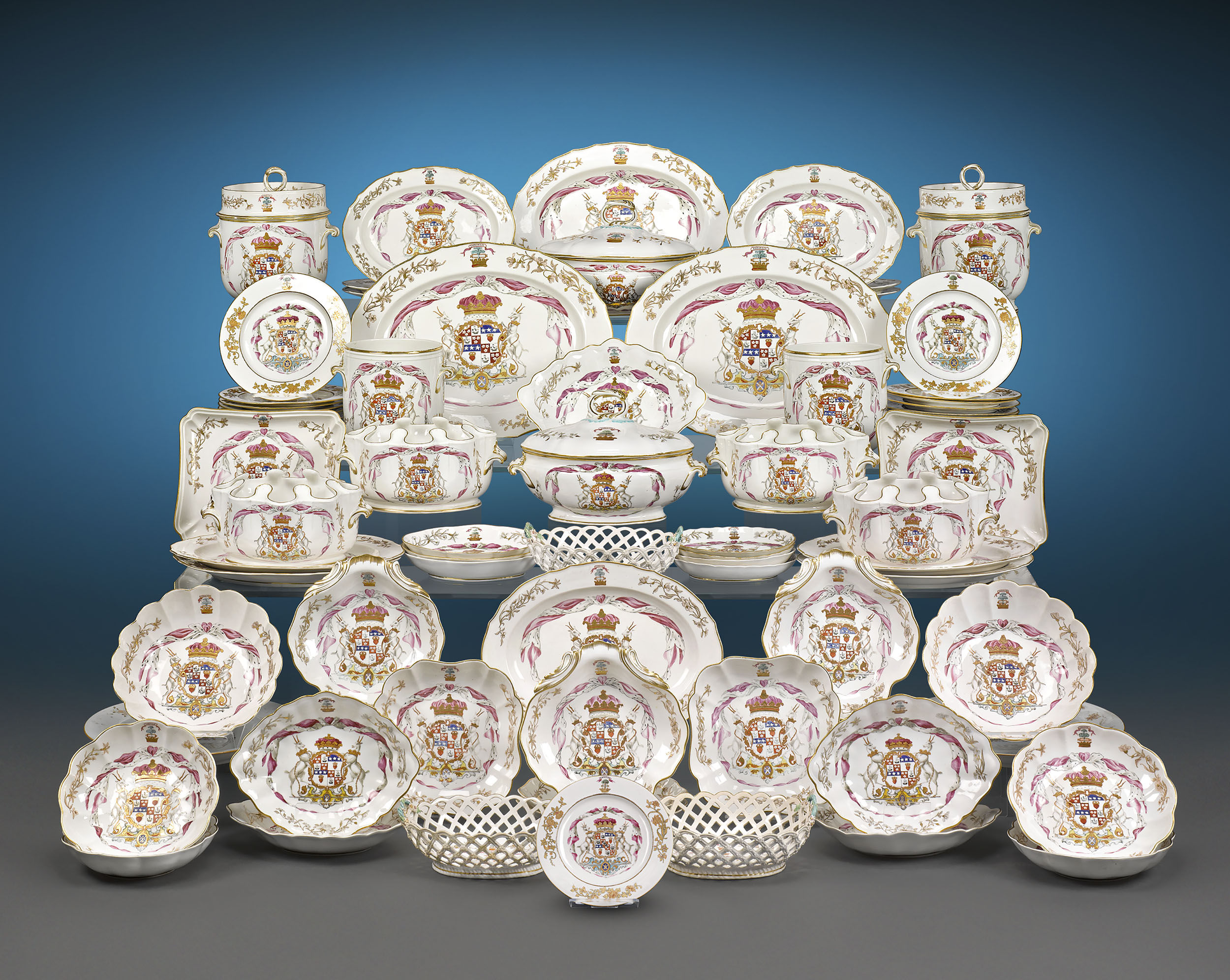
Сервиз из фарфора английской мануфактуры в Дерби из 85 предметов, изготовленный для 8-го герцога Гамильтона, 1780-е годы

Серви́з (фр. service — «сервировка», подготовка и подача еды, от лат. servire — обслуживать, помогать) — столовая, чайная или кофейная посуда, содержащая обязательные виды для определённого числа человек. В декоративно-прикладном искусстве — набор предметов для стола, составляющий композицию, как в утилитарном, так и в художественном отношениях. По функции сервизы делятся на столовые, десертные, чайные, кофейные. По количеству предметов — на большие, парадные (например, знаменитые "Орденские сервизы" русского фарфора), рассчитанные на множество персон, и малые. Небольшие чайные или кофейные сервизы называются «дежене́» (фр. déjeuner — завтрак). Приборы на двоих — «тет-а-тет» (tête-à-tête — лицом к лицу). Сервиз на одну персону называется «эгоист», реже «солитер» (фр. solitaire — одинокий, отдельный). Полный набор предметов, сервируемых на столе для приёма пищи (посуды, столовых приборов, аксессуаров) в расчёте на одного человека называется кувертом (фр. couvert).
Помимо утилитарных предметов парадные (дворцовые) сервизы  XVIII—XIX  веков из фарфора, хрусталя, серебра включали различные настольные украшения: горки, ароматницы, зеленцы, таццы (многоярусные тарелки), кабаре, пладеменажи. Такие изделия устанавливали либо в центре стола (сюрту-де-табль; фр. surtout de table), либо в линию, вдоль оси составленных вместе столов (филе; фр. file — нить, ряд). К предметам парадного стола полагались небольшие сервировочные столики — «десерты», геридоны или дам-вейтеры. Композиционным центром стола могла быть и скульптурная композиция, чаще из фарфора, иногда сложная, многофигурная, имеющая символический смысл: «Десерт-Триумф» или «Блюдо середины стола» (англ. Table Centrepiece).

## Виды сервизов
По использованию
- Столовый сервиз — набор посуды для полноценного приёма пищи;
- Чайный сервиз — набор посуды, предназначенный для чаепития;
- Кофейный сервиз — набор посуды, предназначенный для питья кофе;
- Ликёрный (винный) сервиз — набор посуды, предназначенный для распития спиртных напитков.

По материалу изготовления
- Металлические (золотые, серебряные);
- Фарфоровые;
- Фаянсовые;
- Стеклянные;
- Деревянные.